# دهستان ئیلاق شمالی
دهستان ئیلاق شمالی نام دهستانی در شهرستان دهگلان در بخش مرکزی شهرستان دهگلان، استان کردستان در ایران است. براساس سرشماری مرکز آمار ایران در سال ۱۳۸۵، جمعیت آن ۶۱۶۹ نفر (۱۳۹۸ خانوار) بوده‌است.